# João Osório de Castro
João Osório de Castro (1926 - 13 de Abril de 2007) foi um dramaturgo, escritor e empresário português.

## Carreira
Osório de Castro, filho de Jerónimo Osório, foi um dos fundadores da Casa da Comédia. João Osório de Castro iniciou a sua carreira literária com a peça "D. Henrique de Portugal", cuja estreia se deu em 1961, no Teatro Nacional D. Maria II, em Lisboa.
Possui mais de 15 peças escritas, a maioria representada em palco e quatro delas transmitidas pela televisão.
Com Fernando Amado, foi fundador, em 1962, da Casa da Comédia, espaço cultural e artístico que procurava abrir as portas a uma nova geração de autores, encenadores, atores, músicos, coreógrafos, figurinistas, etc., que hoje, em diversas companhias, continuam um trabalho sério, ali iniciado. Foi responsável pela montagem de dezenas de espetáculos, muitos dos quais ficaram famosos pela qualidade e rigor de sua cuidada realização. Como contista, João Osório de Castro iniciou em 1992, com a publicação dos seus "Contos em Memória".
Para além da sua atividade ligada ao teatro, participou de múltiplas atividades de importância cultural, com especial destaque na promoção da primeira Feira das Indústrias da Cultura, realizada em novembro de 1988, nos pavilhões da Feira Internacional de Lisboa (Fil).
Osório de Castro também exerceu a função de presidente do Conselho Executivo da Comissão da Associação Industrial Portuguesa Para os Assuntos da Cultura (Caipac). A partir de 1995, tornou-se sócio-correspondente da Academia Lusíada de Ciências, Letras e Artes de São Paulo (Brasil).
Numa realização da Fundação Cultural do Estado da Bahia (Funceb), a obra ganhou leitura dramática em setembro de 2006, na Sala do Coro do Teatro Castro Alves, em Salvador.

## Obras
Dentre suas obras temos:
- O Baile dos Mercadores (1964),
- O Magnífico Barbeiro, esta última, a pedido do próprio autor, traduzida pelo jornalista e ator capixaba Rodrigo Prado para o português do sertão do nordeste brasileiro, sob o título "Barbeiro Caba Bom".
- A Primeira Espingarda no Japão (1973), adaptação livre de um episódio da Peregrinação de Fernando Mendes Pinto
- Contos em memória  (1991)
- A paixão segundo Santo António (1994)
- Leonor, Santa Rainha: laudário da misericórdia  (1999)
- Garrett-teatro: fantasia em duas partes  (2000)
- Cabeçudos e gigantones: teatro: (Farsa trágica ou talvez não)  (2000)
- Santo António militar: mágica em rima bárbara, para educação de governantes, seniores e principiantes (2000)
- Viriato rei : canto da Lusitânia : teatro (2000), com prefácio de Jorge Listopad
- A Giraldinha: teatro (2002)
- Palavras sábias : à nossa...! branco ou tinto? ou os benefícios do vinho (2002)
- D. João II (2004)
- Viriato Rey (2006)